# Ricardo Santos (volleyballer)
Ricardo Alex Costa Santos (Salvador, 6 januari 1975), spelersnaam Ricardo, is een Braziliaans beachvolleyballer. Hij nam viermaal deel aan de Olympische Spelen en werd met Emanuel Rego in 2004 olympisch kampioen. In 2000 en 2008 won hij respectievelijk de zilveren en bronzen medaille. Daarnaast werd hij eenmaal wereldkampioen en is hij zesvoudig winnaar van het eindklassement van de FIVB World Tour.

## Carrière

### 1995 tot en met 2002
Ricardo speelde in 1995 zijn eerste toernooi in de World Tour met Everaldo Alves Junior in Fortaleza. Van 1998 tot en met 2000 vormde hij vervolgens een team met Zé Marco. In Rio de Janeiro boekte het duo in 1998 hun eerste overwinning; bij de overige elf toernooien werd eveneens gewonnen in Marseille en het podium gehaald in Berlijn (derde) en Oostende (tweede). Het jaar daarop namen ze aan twaalf reguliere World Tour-toernooien deel waar ze vier overwinningen behaalden (Toronto, Berlijn, Tenerife en Vitória), driemaal als tweede (Moskou, Klagenfurt en Oostende) en driemaal als derde (Acapulco, Stavanger en Espinho) eindigden. Bij de wereldkampioenschappen in Marseille kwamen Ricardo en Zé Marco niet verder dan de zeventiende plaats nadat ze in de tweede herkansingsronde werden uitgeschakeld door het Italiaanse duo Maurizio Pimponi en Andrea Raffaelli.
In 2000 speelden Ricardo en Zé Marco veertien FIVB-toernooien waarbij ze vijfmaal eerste werden (Macau, Stavanger, Lignano, Marseille en Espinho). Daarnaast eindigde het tweetal drie keer op de tweede plaats (Mar del Plata, Chicago en Klagenfurt) en wist het de eindzege in de World Tour te behalen. Bij de Olympische Spelen in Sydney wonnen ze bovendien de zilveren medaille na de finale van het Amerikaanse duo Dain Blanton en Eric Fonoimoana verloren te hebben.
In 2001 en 2002 speelde Ricardo samen met José Loiola. Het duo werd in hun een eerste jaar tweede bij de WK in Klagenfurt achter de Argentijnen Mariano Baracetti en Martín Conde. Bij de overige acht World Tour-wedstrijden behaalden ze een overwinning in Espinho en tweede plaatsen in Lignano, Oostende en Vitória. Daarnaast wonnen Ricardo en Loiola het goud bij de Goodwill Games in Brisbane. In 2002 namen ze samen nog deel aan acht toernooien waarvan ze er drie wonnen (Montréal, Marseille en Klagenfurt); in Stavanger (tweede) en Espinho (derde) werd eveneens het podium gehaald.

### 2003 tot en met 2009

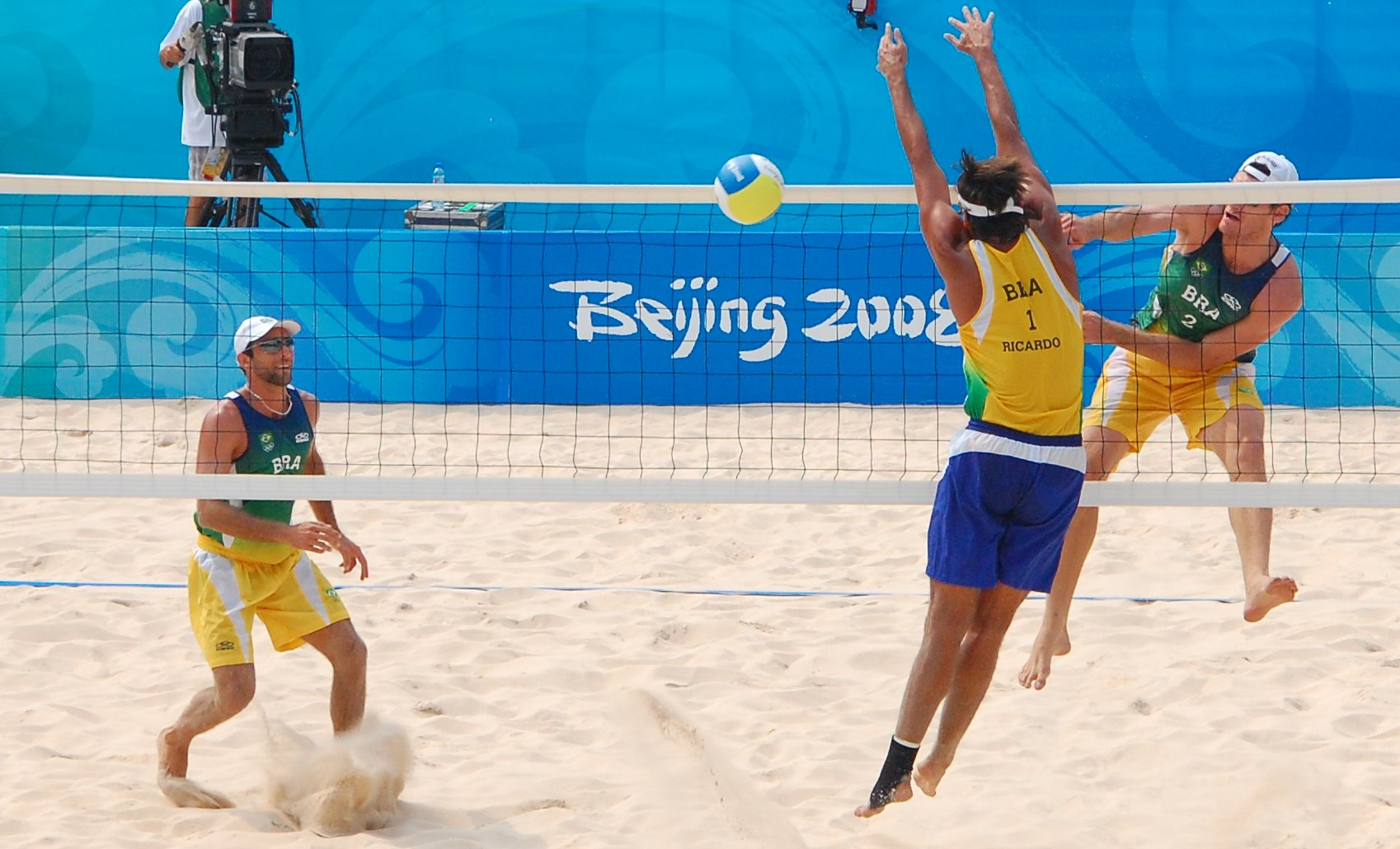
Ricardo maakt een blok in de halve finale tegen Márcio Araújo en Fábio Luiz Magalhães bij de Olympische Spelen in Peking (2008).

Vervolgens wisselde Ricardo van partner naar Emanuel Rego met wie hij in 2002 nog twee toernooien afwerkte en met wie hij tot en met 2009 mee zou spelen. Ze vingen 2003 aan met twee negende plaats en een derde plaats in Berlijn. Daarna volgden drie zeges in Stavanger, Marseille en Espinho, twee vijfde plaatsen en een overwinning in Los Angeles. Het duo had zich als eerste geplaatst voor de WK in eigen land en werd in Rio de Janeiro wereldkampioen ten koste van de Amerikanen Dax Holdren en Stein Metzger. Ricardo en Emanuel wonnen in 2003 eveneens de eerste van vijf opeenvolgende eindzeges in de World Tour. Het jaar daarop behaalde het duo zes overwinningen (Salvador, Budva, Espinho, Stavanger, Stare Jabłonki en Klagenfurt) en drie podiumplaatsen in twaalf toernooien. In Athene werden Ricardo en Emanuel olympisch kampioen door in de finale het Spaanse duo Bosma en Pablo Herrera Allepuz te verslaan.
In 2005 verloren ze bij de WK in Berlijn hun eerste wedstrijd van het Nederlandse duo Emiel Boersma en Richard de Kogel, waarna ze in de derde herkansingsronde uitgeschakeld werden door het Noorse duo Iver Andreas Horrem en Bård Inge Pettersen en als zeventiende eindigden. In de World Tour namen Ricardo en Emanuel verder aan veertien toernooien deel, waarvan ze er zes wonnen (Gstaad, Stavanger, Sint-Petersburg, Athene, Salvador en Acapulco) en bij vijf op het podium eindigden. Het daaropvolgende jaar behaalde het duo vijf overwinningen (Zagreb, Gstaad, Stavanger, Marseille en Stare Jabłonki) en zes podiumplaatsen in veertien wedstrijden.
Ricardo en Emanuel wonnen in 2007 hun laatste gezamenlijke World Tour-eindzege met zeven overwinningen (Espinho, Parijs, Montréal, Klagenfurt, Kristiansand, Stare Jabłonki en Fortaleza) uit veertien toernooien en een tweede plaats in Roseto degli Abruzzi. Bovendien won het tweetal het goud bij de Pan-Amerikaanse Spelen in Rio de Janeiro ten koste van de Amerikanen Ty Loomis en Hans Stolfus. Bij de WK in Gstaad eindigden ze als vierde, nadat ze de troostfinale van het Australische duo Andrew Schacht en Joshua Slack hadden verloren. Het jaar daarop won het duo in Stare Jabłonki en Berlijn en eindigde het als derde in Praag, Barcelona en Klagenfurt. Daarnaast wonnen Ricardo en Emanuel de bronzen medaille bij de Olympische Spelen in Peking ten koste van de tot-Georgiërs-genaturaliseerde Brazilianen Renato Gomes en Jorge Terceiro. In 2009 speelde het tweetal acht toernooien inclusief de WK in Stavanger. Ze wonnen in Brasilia, werden tweede in Gstaad en Moskou en eindigden als vijfde bij de WK na de kwartfinale van de latere Duitse kampioenen Julius Brink en Jonas Reckermann verloren te hebben.

### 2010 tot en met 2018
Eind 2009 en begin 2010 speelde Ricardo een wedstrijd met Franco José Vieira Neto en drie wedstrijden met Pedro Solberg Salgado, waarna hij een duo vormde met Márcio Araújo. Het tweetal nam in 2010 deel aan tien toernooien in de World Tour met een tweede plaats in Åland en derde plaatsen in Gstaad en Stare Jabłonki als beste resultaat. Het jaar daarop wonnen Ricardo en Araújo de zilveren medaille bij de WK in Rome nadat ze de finale verloren hadden van Emanuel en Alison Cerutti. Daarnaast boekten ze een overwinning in Stavanger. Halverwege 2011 wisselde Ricardo van partner naar Pedro Cunha en won met hem datzelfde seizoen nog de toernooien in Klagenfurt en Den Haag. Het jaar daarop behaalde het duo in aanloop naar de Olympische Spelen twee overwinningen (Mysłowice en Praag) en twee derde plaatsen (Brasilia en Moskou). In Londen werden Ricardo en Cunha in de kwartfinale uitgeschakeld door de latere olympische kampioenen Brink en Reckermann.
In 2013 en 2014 speelde Ricardo samen met Álvaro Morais Filho. Het eerste seizoen deden ze mee aan tien reguliere World Tour-toernooien. Ze boekten een overwinning in Gstaad en eindigden als derde in Shanghai en Moskou. Daarnaast werden ze achter de Nederlanders Alexander Brouwer en Robert Meeuwsen tweede bij de WK in Stare Jabłonki. In 2014 speelde het tweetal nog acht wedstrijden met als beste resultaat een tweede plaats in Stavanger. Vanaf augustus 2014 speelde Ricardo weer met Emanuel. Ze waren in eerste instantie actief in de nationale competitie waar ze verschillende podiumplaatsen behaalden alsmede een tweede plaats in de World Tour in São Paulo. In 2015 speelde het duo negen wedstrijden in de World Tour met drie vijfde plaatsen (Moskou, Poreč en Stavanger) als beste resultaat. Verder namen Ricardo en Emanuel deel aan de WK in Nederland waar ze in de achtste finale werden uitgeschakeld door de Amerikanen Nicholas Lucena en Theodore Brunner.
Nadat Emanuel in maart 2016 in Rio de Janeiro zijn laatste wedstrijd had gespeeld, kwam Ricardo in actie met verschillende partners. Gedurende het grootste deel van 2016 vormde hij een duo met André Loyola Stein. Ze speelden zes toernooien in de World Tour met een negende plaats in Klagenfurt als beste resultaat en waren vervolgens actief in de nationale competitie. In 2017 en 2018 deed hij met onder meer Chaim Schalk en Reid Priddy mee aan de Amerikaanse competitie van de AVP. Daarnaast speelde hij in 2018 met Gustavo Albrecht Carvalhaes vier wedstrijden in de World Tour met een tweede plaats in Espinho als beste resultaat.

## Palmares
Kampioenschappen
- 2000:  OS
- 2001:  WK
- 2001:  Goodwill Games
- 2003:  WK
- 2004:  OS
- 2007:  Pan-Amerikaanse Spelen
- 2007: 4e WK
- 2008:  OS
- 2009: 5e WK
- 2011:  WK
- 2012: 5e OS
- 2013:  WK
- 2015: 9e WK

FIVB World Tour
- 1998:  Rio de Janeiro Open
- 1998:  Berlijn Open
- 1998:  Marseille Open
- 1998:  Oostende Open
- 1999:  Acapulco Open
- 1999:  Toronto Open
- 1999:  Moskou Open
- 1999:  Berlijn Open
- 1999:  Stavanger Open
- 1999:  Klagenfurt Open
- 1999:  Espinho Open
- 1999:  Oostende Open
- 1999:  Tenerife Open
- 1999:  Vitória Open
- 2000:  Mar del Plata Open
- 2000:  Macau Open
- 2000:  Grand Slam Chicago
- 2000:  Stavanger Open
- 2000:  Lignano Open
- 2000:  Marseille Open
- 2000:  Espinho Open
- 2000:  Klagenfurt Open
- 2000:  FIVB World Tour
- 2001:  Lignano Open
- 2001:  Espinho Open
- 2001:  Oostende Open

- 2001:  Vitória Open
- 2002:  Stavanger Open
- 2002:  Montréal Open
- 2002:  Grand Slam Marseille
- 2002:  Espinho Open
- 2002:  Grand Slam Klagenfurt
- 2002:  Mallorca Open
- 2002:  Fortaleza Open
- 2003:  Grand Slam Berlijn
- 2003:  Stavanger Open
- 2003:  Grand Slam Marseille
- 2003:  Espinho Open
- 2003:  Grand Slam Los Angeles
- 2003:  FIVB World Tour
- 2004:  Salvador Open
- 2004:  Kaapstad Open
- 2004:  Lianyungang Open
- 2004:  Budva Open
- 2004:  Espinho Open
- 2004:  Gstaad Open
- 2004:  Stavanger Open
- 2004:  Stare Jabłonki Open
- 2004:  Grand Slam Klagenfurt
- 2004:  FIVB World Tour
- 2005:  Shanghai Open
- 2005:  Zagreb Open
- 2005:  Gstaad Open
- 2005:  Grand Slam Stavanger
- 2005:  Sint-Petersburg Open
- 2005:  Stare Jabłonki Open
- 2005:  Grand Slam Klagenfurt
- 2005:  Montréal Open
- 2005:  Athene Open
- 2005:  Salvador Open
- 2005:  Acapulco Open
- 2005:  FIVB World Tour
- 2006:  Zagreb Open
- 2006:  Roseto degli Abruzzi Open
- 2006:  Espinho Open
- 2006:  Grand Slam Gstaad

- 2006:  Grand Slam Stavanger
- 2006:  Marseille Open
- 2006:  Montréal Open
- 2006:  Grand Slam Parijs
- 2006:  Grand Slam Klagenfurt
- 2006:  Stare Jabłonki Open
- 2006:  Acapulco Open
- 2006:  FIVB World Tour
- 2007:  Roseto degli Abruzzi Open
- 2007:  Espinho Open
- 2007:  Grand Slam Parijs
- 2007:  Montréal Open
- 2007:  Grand Slam Klagenfurt
- 2007:  Kristiansand Open
- 2007:  Stare Jabłonki Open
- 2007:  Fortaleza Open
- 2007:  FIVB World Tour
- 2008:  Praag Open
- 2008:  Barcelona Open
- 2008:  Stare Jabłonki Open
- 2008:  Grand Slam Berlijn
- 2008:  Grand Slam Klagenfurt
- 2009:  Brasilia Open
- 2009:  Grand Slam Gstaad
- 2009:  Grand Slam Moskou
- 2010:  Grand Slam Gstaad
- 2010:  Grand Slam Stare Jabłonki
- 2010:  Åland Open
- 2011:  Grand Slam Stavanger
- 2011:  Grand Slam Klagenfurt
- 2011:  Den Haag Open
- 2012:  Brasilia Open
- 2012:  Mysłowice Open
- 2012:  Praag Open
- 2013:  Grand Slam Shanghai
- 2013:  Grand Slam Gstaad
- 2013:  Grand Slam Moskou
- 2014:  Grand Slam Stavanger
- 2014:  Grand Slam São Paulo
- 2018:  4* Espinho